# Endocarditis
La endocarditis es una enfermedad que se produce como resultado de la inflamación del endocardio; es decir, un proceso inflamatorio localizado en el revestimiento interno de las cámaras y válvulas cardíacas. Se caracteriza por la colonización o invasión de las válvulas del corazón con formación de vegetaciones compuestas por plaquetas, fibrina, microcolonias de microorganismos y, ocasionalmente, células inflamatorias. Otras estructuras que pueden resultar afectadas son las cuerdas tendinosas, endocardio mural, seno de Valsalva, tabique interventricular e implantes intracardíacos.
De acuerdo con la etiología se clasifican como endocarditis infecciosa si es producida por un organismo infeccioso o no infecciosa si se debe a otras causas.

## Historia
La primera descripción documentada de un caso de endocarditis fue realizada en 1646 por Lazare Rivière. Giovanni Battista Morgagni describiría en su obra De sedibus, et causis morborum per anatomen indagatis detalladamente el curso clínico de los pacientes afectados. Sin embargo, no sería hasta 1806 que Jean-Nicolas Corvisart introduce el término vegetación y Jean Baptiste Bouillaud en 1924 los términos endocardio y endocarditis. Dos estudiantes de Rudolf Virchow, Emanuel Fredrik Hagbarth Winge y Theodor Albrecht Edwin Klebs, serían los responsables de establecer la etiología infecciosa de esta enfermedad. William Osler llevaría a cabo importantes descripciones y habría advertido al compositor Gustav Mahler del estado de su salud.

## Epidemiología
En países desarrollados, la incidencia de la endocarditis varía entre 1,5 y 6,2 casos por 100 000 habitantes cada año. La incidencia en el resto del mundo parece ser muy similar a la de los países desarrollados y suele ser 2 o 3 veces más frecuente en hombres que en mujeres, estadísticas que no han variado en los últimos 50 años. Anteriormente era más prevalente en adultos con valvulopatía reumática, sin embargo, ha disminuido debido a la terapia antimicrobiana. En la actualidad, el riesgo mayor lo comparten los ancianos, los que consumen drogas intravenosas (en los que aparecen casi exclusivamente sobre la válvula tricúspide) y quienes hayan tenido una sustitución valvular. Los adultos intervenidos de algunos tipos de cardiopatías congénitas en la infancia o adolescencia tienen mayor probabilidad de endocarditis. No es frecuente en niños, en quienes aparece principalmente asociada al uso de catéteres de larga duración, especialmente en recién nacidos prematuros y niños con cáncer. En la población pediátrica, el principal factor de riesgo es la presencia al nacer de una cardiopatía congénita.

### Causas
Aunque es generalmente una enfermedad bacteriana (endocarditis bacteriana), los hongos y virus también son considerados como agentes causales de la enfermedad. Por ello es mejor hablar de endocarditis infecciosa. No es infrecuente que no se identifique el organismo responsable del desarrollo de la endocarditis, en cuyo caso se habla de endocarditis bacteriana por germen desconocido.
La mayor proporción de los casos de endocarditis son producidos por un pequeño número de bacterias, las cuales llegan al torrente sanguíneo por portales de entrada, como la cavidad bucal, la piel y las vías respiratorias. Las bacterias más frecuentemente asociadas a la endocarditis infecciosa son:
- Staphylococcus aureus. Es la causa más frecuente de endocarditis en la población general y también lo es en adictos a drogas por vía parenteral.
- Estafilococos coagulasa-negativos. Casi el 85% son resistentes a la meticilina.[2]
- Streptococcus viridans. Responsable de algunos de los casos de endocarditis subagudas. El concepto de endocarditis subaguda se asociaba a la presentación de casos de larga evolución clínica, y es cada vez menos frecuente en áreas con buen acceso al cuidado hospitalario.
- Streptococcus bovis.
- Streptococcus pneumoniae: 3-7% de los casos de endocarditis en niños.[4]
- Enterococo. Relacionado con manipulaciones urológicas.
- Pseudomonas aeruginosa.
- Especies de Candida.
- Microorganismos del grupo HACEK (Haemophilus parainfluenzae, Actinobacillus hominis, Cardiobacterium, Eikenella corrodens y Kingella kingae) que provienen generalmente de la flora saprofita oral. Forman parte de las llamadas "endocarditis con cultivo negativo", que también pueden ser causadas por Brucella, Bartonella quintana y otra serie de microorganismos de difícil crecimiento en cultivo.

En ciertos casos se nota una combinación concomitante de focos infecciosos, notablemente la tríada de endocarditis, meningitis y neumonía, conocida como la tríada de Osler, especialmente en adultos.

### Clasificación
Se puede clasificar de diversas formas:

#### Según su ubicación
- Endocarditis infecciosa de válvula nativa izquierda.
  - Aguda: cuando el cuadro clínico lleva menos de un mes de evolución.
  - Subaguda: cuando el cuadro clínico lleva menos de 6 meses de evolución.
  - Crónica: los síntomas llevan más de 6 meses de evolución.
- Endocarditis infecciosa de válvula protésica izquierda:  
  - Temprana: menos de 1 años tras la cirugía.
  - Tardía: más de 1 año tras la cirugía.
- Endocarditis infecciosa de válvula derecha
- Relacionada con dispositivos cardíacos.

#### Según su adquisición
- Adquirida en la comunidad.
- Nosocomial.
- Asociada al uso de drogas intravenosas.

#### Según los resultados microbiológicos
- Endocarditis infecciosa con hemocultivos positivos.
- Endocarditis infecciosa con estafilococos coagulasa-negativos. Debe de descartarse la contaminación de las muestras obtenidas.
- Endocarditis infecciosa con hemocultivos negativos:
  - Endocarditis infecciosa frecuentemente asociada a hemocultivo negativo.
  - Endocarditis infecciosa constantemente asociada a hemocultivo negativo.

### Patología
Aunque la endocarditis afecta al endocardio, lo más frecuente es que la inflamación se extienda a alguna válvula cardíaca. Raramente la infección se hace más severa y penetra en el músculo cardíaco. La gran mayoría de los enfermos que padecen una endocarditis sufren también algún otro tipo de enfermedad cardíaca subyacente asociada a un daño endocárdico. 
En casi todos los casos de endocarditis infecciosa, los microorganismos necesitan un sitio de fijación, tal como una lesión en el endotelio, es decir, la membrana celular que recubre a los vasos sanguíneos, o un trombo no infectado u otras lesiones cardíacas como el prolapso e insuficiencia mitral, una estenosis aórtica (de origen "degenerativo" es decir, asociada al envejecimiento, cada vez más frecuente en países desarrollados) y la cardiopatía reumática frecuente en países en vías de desarrollo. El lupus eritematoso sistémico y patologías de hipercoagulabilidad pueden favorecer la deposición de vegetaciones y de microorganismos en ellos. Las bacterias más virulentas pueden adherirse directamente al endotelio intacto.
Las bacterias que causan endocarditis se ven favorecidas por la presencia en sus superficies de proteínas fijadoras, como los glucanos sobre los estreptococos y las proteínas fijadoras de fibrina sobre el S. aureus. Una vez adheridas las bacterias, se forma una densa red de plaquetas, fibrina y microorganismos. Estas estructuras pueden embolizar y causar infartos en sitios distantes del corazón.
La causa más probable de endocarditis bacteriana asociada a la válvula tricúspide es el uso intravenoso de drogas ilícitas. La jeringa endovenosa puede introducir bacterias en la piel al torrente sanguíneo, las cuales ganan acceso a la válvula tricúspide. En este tipo de individuos, el Staphylococcus aureus es el organismo causal en 60-90 % de los casos.
La aparición de endocarditis requiere dos sucesos fisiológicos: el primero es la presencia de una alteración del endocardio (generalmente por una patología previa) o la presencia de un cuerpo extraño en el torrente circulatorio (catéteres generalmente) y el segundo es la entrada de microorganismos al torrente circulatorio a través de alguna rotura de la barrera cutánea o mucosa. Entre las enfermedades asociadas a daño endocárdico están las cardiopatías congénitas, la presencia de válvulas cardíacas, las enfermedades de las válvulas cardíacas (valvulopatías), defectos de los septos (tabiques) interauricular o interventricular. Entre las causas de la rotura de las barreras cutánea o mucosa están: los procedimientos dentales (generalmente los más cruentos), las manipulaciones del aparato urinario (sobre todo en presencia de infección urinaria) o digestivo, y las infecciones de piel, entre otros. La endocarditis sobre válvulas derechas (generalmente la tricúspide) se asocia generalmente al uso de drogas por vía intravenosa, la presencia de un marcapasos o un catéter central de larga duración.

### Cuadro clínico

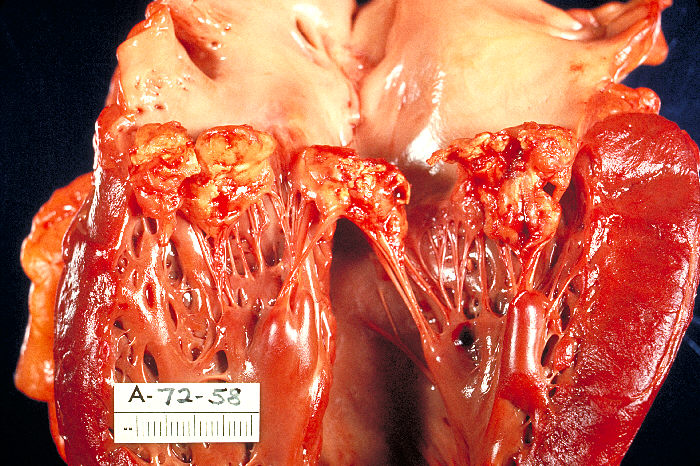
Disección de un corazón con endocarditis por Haemophilus parainfluenzae en la válvula mitral.

En las endocarditis, los síntomas pueden generarse de un modo lento (subagudo) menos grave, dependiendo del microorganismo infectante, que puede prolongarse semanas o meses, o en cambio, de modo repentino (agudo), producido por microorganismos virulentos. No siempre existe una clara separación entre la forma aguda y la subaguda. En más del 50% de los pacientes se nota:
- Debilidad y fatiga.
- Escalofríos.
- Fiebre el síntoma más común, prolongada por semanas o meses.
- Soplo cardíaco.
- Esplenomegalia (aumento tamaño del bazo) en el 55-70 % de los casos.

En menos de la mitad de los pacientes puede verse:
- Pérdida de peso
- Sudoración excesiva y/o sudoración nocturna, puede ser severa
- Disnea con la actividad o, cuando hay daño valvular severo, en reposo.
- Mialgias (dolores musculares)
- Palidez (secundaria a anemia)
- Artralgias (dolores articulares) en 25 % de los casos
- Sangre en la orina u orina de color anormal
- Inflamación de pies, piernas o abdomen
- Lesiones de Janeway: manchas cutáneas rojas e indoloras, localizadas en las palmas de las manos y en las plantas de los pies[9]
- Nódulos de Osler: lesiones subcutáneas rojas y dolorosas en la yema de los dedos de manos y pies o en las eminencias tenar o hipotenar[9]
- Anomalías en las uñas (hemorragias en astillas bajo las uñas)

### Diagnóstico
El diagnóstico de endocarditis es actualmente más fácil, debido a la introducción y difusión del uso de la ecocardiografía en la práctica clínica habitual y la mejora progresiva de la calidad de las imágenes. Igualmente, el progreso en las técnicas de hemocultivo ha facilitado el diagnóstico.
El grado de sospecha se incrementa en el momento en el que existan antecedentes de enfermedades cardiacas predisponentes (las señaladas anteriormente que se asocian a daño del endocardio), especialmente si se puede identificar a través de la anamnesis, un antecedente reciente de manipulación dental, urológica, o digestiva, o un proceso infeccioso que pueda haber actuado como puerta de entrada a una bacteria. El examen físico puede mostrar una hipertrofia del bazo (esplenomegalia).
A la exploración lo más característico y específico es la auscultación de un soplo cardiaco que el paciente no tenía previamente o el cambio en las características auscultatorias de un soplo cardíaco previo. El soplo está presente en cerca de la mitad de los pacientes con endocarditis. El examen de las uñas puede mostrar hemorragias en astilla.
El examen oftalmológico puede mostrar hemorragias retinales caracterizadas por un área central clara (llamada manchas de Roth) y petequias (pequeños puntos de hemorragia) que se pueden detectar en la conjuntiva. Las puntas de los dedos de las manos se pueden agrandar y las uñas pueden encorvarse (dedos hipocráticos).
Exámenes
- Hemocultivo: deben tomarse al menos dos tomas de hemocultivos sin toma de antibioterapia previa.
- Serología las bacterias que pueden ser difíciles de detectar por medio de hemocultivo (Brucella sp, Legionella sp, Coxiella burnetti, Bartonella haenselae)
- ECG
- ESR (tasa de sedimentación eritrocítica)[2]
- Factor reumatoide (se positiviza en los casos de duración más prolongada)
- CSC puede mostrar un conteo alto de glóbulos blancos y/o una anemia microcítica de bajo grado
- Radiografía de tórax
- Ecocardiograma transtorácico o transesofágico en niños[4]

El diagnóstico diferencial debe hacerse con el síndrome antifosfolípidos, neoplasmas cardíacos (mixoma auricular, fibroelastoma endomiocárdico), trombos intracardiacos, enfermedad de Lyme, y el lupus eritematoso sistémico. En cerca del 10 % de los casos los cultivos resultarán negativos, la mitad de los cuales se debe a la administración de antibióticos antes de la toma de la muestra.

#### Criterios de Duke
Aunque la presencia de una vegetación (también llamada verruga) en una válvula cardiaca, tiene una alta sensibilidad y especificidad para el diagnóstico de endocarditis, se utilizan una serie de criterios clínicos que permiten diagnosticar con más precisión a los pacientes. Los criterios más utilizados son los criterios de Duke (anteriormente se usaron los criterios de Von Reyn), los cuales tienen una especificidad del 99 %, consisten en dos grupos de criterios (mayores y menores).
De acuerdo a los criterios de Duke el diagnóstico de endocarditis infecciosa se puede hacer cuando se cumplen:
- Dos criterios mayores, o
- Un criterio mayor y tres menores, o
- Cinco criterios menores.[11]

##### Criterios mayores
1. Hemocultivo positivo a germen típico. Aislamiento de uno de los microorganismos más comúnmente asociado a endocarditis infecciosa en 2 hemocultivos separados, cumpliendo con al menos uno de los siguientes:
  - Streptococcus viridans, Streptococcus bovis
  - Grupo de microorganismos HACEK
  - Staphylococcus aureus adquirido en la comunidad
  - Enterococcus, en la ausencia de un foco primario
2. Hemocultivo persistentemente positivo. Aislamiento persistente en hemocultivos de microorganismos que puedan causar endocarditis infecciosa. Se define la persistencia el cumplimiento de alguno de los siguientes:
  - Dos hemocultivos positivos tomados con más de 12 horas de separación.
  - Todos o tres de cuatro hemocultivos positivos (el primero y el último tomados con 1 hora de separación).
3. "Ecocardiograma Positivo para endocarditis" definido como la presencia de:
  - Masas cardíacas oscilantes en la válvula o estructuras de soporte, en el paso de un chorro regurgitante, o sobre algún material implantado en ausencia de alguna otra explicación anatómica (presencia de vegetaciones)
  - Absceso
  - Dehiscencia no presente previamente de una válvula protésica
  - Regurgitación nueva de una válvula

##### Criterios menores
1. Presencia de un trastorno cardíaco predisponente o uso de drogas por vía intravenosa.
2. Fiebre: definida como temperatura > 38 °C.
3. Fenómenos vasculares: gran embolismo arterial, infarto pulmonar séptico, aneurisma micótico, hemorragia intracraneal, hemorragias conjuntivales, o lesiones de Janeway.
4. Fenómenos inmunológicos: glomerulonefritis, nodos de Osler, manchas de Roth, o factor reumatoideo.
5. Evidencia microbiológica: hemocultivo positivo, pero sin cumplir el criterio mayor o bien alguna otra evidencia serológica de infección con un organismo asociado a la endocarditis.
6. Hallazgos ecocardiográficos consistentes con una endocarditis y que no caben dentro del criterio mayor.

### Tratamiento
Se hace necesario hospitalizar al paciente con el fin de administrarle tratamiento intravenoso de carácter antibiótico. Después de los primeros días, puede ser planteable el tratamiento ambulatorio si se cumplen una serie de condiciones y es posible garantizar la administración intravenosa ambulatoria. El tratamiento es generalmente prolongado, debido a la necesidad de erradicar la bacteria de las cámaras y válvulas cardíacas. Frecuentemente, este proceso terapéutico se prolonga durante 6 semanas.
Cuando el tratamiento es multidisciplinario, en especial con la intervención de un equipo quirúrgico la sobrevida mejora de un 33% a un 88%, especialmente en niños.
Además, el antibiótico seleccionado debe ser específico para el organismo involucrado en esta dolencia, lo cual se determina a través de un hemocultivo y de las importantes pruebas de sensibilidad. La frecuencia de eventos trombóticos se reduce con la administración de antibióticos. La evidencia actual (2020) no apoya ni rechaza ningún esquema de antibiótico en particular.
En el caso de que se desarrolle una insuficiencia cardíaca como resultado de la afección valvular severa, o en presencia de abscesos perivalvulares, se hace necesaria una cirugía para reemplazar la válvula cardíaca afectada. En ocasiones se puede plantear la cirugía en caso de embolismo sépticos de repetición.

### Pronóstico
La endocarditis bacteriana constituye una infección potencialmente muy grave, en la era preantibiótica con una gran mortalidad. Hoy en día se pretende determinar si el paciente presenta una cardiopatía congénita, la presencia de material protésico, determinación del germen, se busca el diagnóstico precoz y el tratamiento correcto, con esto la mortalidad disminuye y la tasa de supervivencia es mucho mejor y el paciente puede recuperarse sin secuelas. La mayoría de los pacientes que han padecido un episodio de endocarditis no suelen tener más episodios, pero tienen más probabilidad de tenerlos que una persona sana.

### Complicaciones
- Coágulos sanguíneos o coágulos infectados a partir de endocarditis que se desplazan al cerebro, riñones, pulmones o abdomen, ocasionando daños de diferente gravedad e infección a estos órganos.
- Insuficiencia cardíaca congestiva si el tratamiento se retrasa.
- Arritmias.
- Daño grave de válvulas cardíacas.
- Evento cerebrovascular (ECV).
- Glomerulonefritis.
- Cambios cerebrales o del sistema nervioso.
- Absceso cerebral.
- Ictericia.

### Prevención
Solo se han de administrar antibióticos de forma profiláctica a aquellas personas que presentan predisposición a las afecciones cardíacas, previamente a procedimientos dentales. Estos pacientes son los que ya han tenido una endocarditis previa y los que padecen malformaciones congénitas cardíacas.
Se recomiendan revisiones médicas periódicas continuas para los pacientes que de alguna manera tengan antecedentes de endocarditis.
La prevención debe ir dirigida a a erradicar los patógenos del ambiente y evitar la diseminación de los microorganismos de persona a persona. Las posibles fuentes comprenden las vías de acceso vascular temporal y las sondas de drenaje de orina. Estas técnicas invasivas deben cumplir las adecuadas normas de asepsia. La medida más importante para prevenir la diseminación de bacterias de persona a persona es el lavado de manos. Después de realizar algún procedimiento al paciente.

## Endocarditis no-infecciosa
La inflamación de las válvulas cardíacas por causas no infecciosas son poco frecuentes. Incluye la endocarditis trombótica no bacteriana, caracterizada por precipitaciones de pequeñas masas de fibrina y otros elementos sanguíneos sobre las válvulas cardíacas de ambos lados del corazón. Estas vegetaciones son estériles, miden entre 1-5 mm y pueden ser únicas o, con menos frecuencia, múltiples.
Una forma de endocarditis donde se afectan las válvulas mitral y tricúspide por inflamación mucoide es la endocarditis de Libman Sacks. Se caracteriza por degeneración fibrinoide y posterior fibrosis por colágeno, infiltración por neutrófilos y otras células mononucleares. La valvulitis conduce a la formación de pequeñas vegetaciones en las valvas en forma de mora. Esta inflamación aparece a menudo en pacientes con lupus eritematoso, el síndrome antifosfolípido y, ocasionalmente, en pacientes con cáncer, en particular con un adenocarcinoma mucinoso.